# Carlos Coelho
Carlos Miguel Maximiano de Almeida Coelho (Lisboa, 20 de maio de 1960) é um político português, que exerce actualmente as funções de Deputado ao Parlamento Europeu.

## Biografia
Frequentou o Liceu Nacional de Queluz, hoje Escola Secundária Padre Alberto Neto, onde foi presidente da Associação de Estudantes, de 1976 a 1978, e membro dos Conselhos Pedagógico e Directivo, de 1977 a 1978.
Aderiu ao Partido Social Democrata a 20 de Maio de 1978, tendo sido eleito membro da Assembleia Municipal de Sintra, nesse ano, e chamado a substituir Natália Correia na Assembleia da República, na I Legislatura, em 1980. Nas III, IV e V Legislaturas é eleito novamente deputado pelo Círculo de Lisboa e, nas VI e VII Legislaturas, pelo Círculo de Santarém.
Em 1986 é eleito líder nacional da Juventude Social Democrata, tendo sido reeleito em 1988, permanecendo até 1990. Nesse ano, é eleito Presidente da Mesa do Congresso Nacional da JSD, cargo que já havia desempenhado entre 1980 e 1982. Em 1982 havia sido eleito Secretário-Geral da organização e, em 1984, seu Vice-Presidente.
Foi membro da Comissão de Reforma do Sistema Educativo, nomeado por João de Deus Pinheiro, em 1986, e membro do Conselho Nacional de Educação, em 1990 e 1992. Estreou-se no Parlamento Europeu em 1994, sendo designado vice-presidente da Comissão da Política Regional, Ordenamento do Território e Relações com o Poder Local. Porém, regressará no mesmo ano a Portugal, após ser nomeado Subsecretário de Estado da Educação do XII Governo Constitucional, sendo ministra Manuela Ferreira Leite.
Em 1998 regressa ao Parlamento Europeu, substituindo António Capucho, sendo reeleito deputado nas eleições europeias de 1999, 2004, 2009 e 2014. Foi presidente da Comissão Especial sobre o Echelon, experiência que deu origem ao livro Os americanos espiam a Europa? o caso Echelon, dois anos depois (2004). Presidiu também à Comissão Temporária sobre alegada utilização pela CIA de países europeus para o transporte e a detenção ilegal de prisioneiros. Em 2019, integrou a lista do PSD às eleições europeias, em 7.º lugar, no entanto não foi eleito, tendo em consideração que o resultado de 21,94% do PSD apenas logrou originar seis mandatos. Em julho de 2023, no entanto, assumiu novamente funções como deputado ao Parlamento Europeu, pelo PSD, na sequência da renúncia ao mandato de Álvaro Amaro.
Embora não faça parte dos órgãos nacionais do PSD (em 1995 participou na Comissão Política Nacional de Fernando Nogueira) tem desde 2002 a função de diretor da Universidade de Verão e da Universidade da Europa, iniciativas de formação política inspirada noutros partidos da Europa, organizada pelo PSD, JSD, o PPE e o Instituto Francisco Sá Carneiro.
Foi Presidente do Conselho de Administração do Instituto Francisco Sá Carneiro, entre 2013 e 2015. No passado, já havia exercido funções de Vice-Presidente do Instituto, sob as presidências de Carlos Pimenta e João Bosco Mota Amaral.
Um estudo realizado pela empresa de consultoria de comunicação Imago-Llorente & Cuenca, em parceria com a Universidade Católica Portuguesa, divulgado em março de 2015, colocou Carlos Coelho em décimo quarto lugar na lista dos políticos portugueses mais influentes na rede social Twitter, numa lista liderada pelo líder do partido político LIVRE, Rui Tavares.
Carlos Coelho integra, actualmente, a Direcção da Plataforma do Crescimento Sustentável, presidida por Jorge Moreira da Silva.

## Obras Publicadas
Autor de:
- Os americanos espiam a Europa? o Caso Echelon, dois anos depois - Lisboa, Editorial Notícias, 2004
- Uma Europa para todos, Bruxelas, GEPSD, 2006

Co-autor de:
- Juventude: Que Futuro em Portugal - Lisboa, Instituto Progresso e Social Democracia, 1982;
- Seminário Nacional sobre Ensino Superior - Lisboa, Instituto Progresso e Social Democracia, 1982;
- Manual do Dirigente Associativo do Ensino Secundário - Lisboa, Instituto Progresso e Social Democracia, 1983;
- A Escola Integradora e Participativa do Futuro - Lisboa, Instituto Progresso e Social Democracia, 1990;
- Uma Nova Europa - Lisboa, Juventude Social Democrata, 1994;
- O Parlamento Europeu no pós-Nice - Porto, Edições Folio, 2001
- Dicionário de termos europeus, Lisboa, Aletheia Editores, 2006

Director de edição:
- Textos Fundamentais da JSD - Lisboa, Instituto Progresso e Social Democracia, 1982.